# Молекулярна оптика
Молекулярна оптика — розділ оптики, який вивчає закономірності поширення світла в речовині залежно від її атомно-молекулярної структури. Молекулярна оптика розглядає явища поглинання, дисперсії, розсіяння, заломлення і відбивання світла в різних середовищах, оптичну активність, а також оптичні явища, пов'язані з дією на середовище зовнішніх електричних і магнітних полів. 